# 限定盤
限定盤（げんていばん）とは、CDやDVDやBlu-ray Discなどにおいて、数量や期間を限定して発売される物（商品）をいう。「限定版」と書かれていることも多い。
この項では、「○○盤」と記す。

## 概要
通常の物（通常盤）との違いは、商品によって様々である。典型的なのは、「デザイン違いのディスクジャケットおよび特殊パッケージの仕様」「ボーナスCDやDVDやBDなどといった特典が付いている」などである。この場合、通常の制作よりコストが上がるため、通常盤より高値で販売されることがほとんどである。主に生産の初回時にこのような限定特典を付与するケースが多く、そういう商品のことを「初回盤」「初回限定盤」「初回生産盤」「初回生産限定盤」「初回プレス盤」などと称される。生産および販売に期間を設けて限定特典を付与する「期間限定盤」もある。ただし、通常盤でも特典付与などがある商品もある。作品によっては、「初回限定盤A」・「初回限定盤B」など付与特典を変えた限定盤もある。
この他、初回出荷と二次出荷以降でカットやミキシングが変更されるなどして、初回のみ映像や音声が異なることで事実上の限定盤となる事もある。また旧世代化や規格争いでの敗退等によりハードウェアの生産が終了したメディアやゲームハード向けに数量や期間を限定して発売されることもある。
洋楽の日本発売盤などでは、発売初回より期間限定盤として通常より廉価で販売するケースも見られる。
商品の人気や希少性などによって、高値で中古取引されることがある。